# Nŏ-ŭi mogsorika dŭlrjo
Nŏ-ŭi mogsorika dŭlrjo (v korejském originále 너의 목소리가 들려, Neoui Moksoriga Deullyeo; anglický název: I Can Hear Your Voice) je jihokorejský 18dílný televizní seriál z roku 2013, v němž hrají I Čong-sok, I Po-jong, Jun Sang-hjon a I Ta-hŭi. Vysílal se na stanici SBS od 5. června do 1. srpna 2013 každou středu a čtvrtek ve 21.55.

## Obsazení
| I Po-jong     | Čang Hje-song |
| I Čong-sok    | Pak So-ha     |
| Jun Sang-hjon | Čcha Kwan-u   |
| I Ta-hŭi      | So To-jon     |